# Scrabble

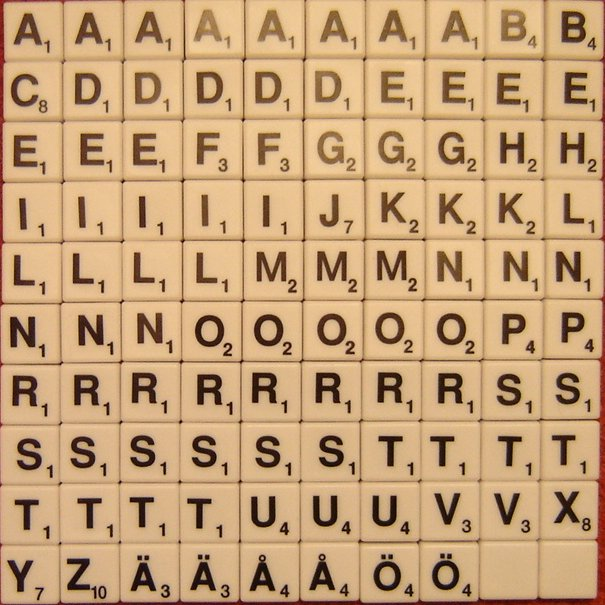
Svenska bokstavsbrickor i spelet.

Scrabble är ett klassiskt amerikanskt korsordsspel, som i sin svenska version länge såldes med namnet Alfapet. Sedan mitten av 1990-talet säljs originalspelet även i Sverige med namnet Scrabble. Alga förlorade sin licens att sälja spelet, men skapade då ett nytt spel med det inarbetade svenska produktnamnet Alfapet. Sedan 2014 tillverkas inte längre den svenska versionen av Scrabble.
Svenskt mästerskap anordnas sedan 1999, huvudsakligen i Göteborg eller Stockholm, men har även arrangerats i andra städer.

## Bokstavsbrickor
Följande bokstäver finns att tillgå:
| Bokstav | Poäng | Antal brickor |
| ------- | ----- | ------------- |
| (Blank) | 0     | 2             |
| A       | 1     | 8             |
| B       | 4     | 2             |
| C       | 8     | 1             |
| D       | 1     | 5             |
| E       | 1     | 7             |
| F       | 3     | 2             |

| Bokstav | Poäng | Antal brickor |
| ------- | ----- | ------------- |
| G       | 2     | 3             |
| H       | 2     | 2             |
| I       | 1     | 5             |
| J       | 7     | 1             |
| K       | 2     | 3             |
| L       | 1     | 5             |
| M       | 2     | 3             |

| Bokstav | Poäng | Antal brickor |
| ------- | ----- | ------------- |
| N       | 1     | 6             |
| O       | 2     | 5             |
| P       | 4     | 2             |
| R       | 1     | 8             |
| S       | 1     | 8             |
| T       | 1     | 8             |
| U       | 4     | 3             |

| Bokstav | Poäng | Antal brickor |
| ------- | ----- | ------------- |
| V       | 3     | 2             |
| X       | 8     | 1             |
| Y       | 7     | 1             |
| Z       | 10    | 1             |
| Å       | 4     | 2             |
| Ä       | 3     | 2             |
| Ö       | 4     | 2             |

Totalt 100 brickor.

## Tävlingar och onlinespel
Sedan 1994 har det arrangerats tävlingar i Scrabble. Svenska Scrabbleförbundet bildades 1997 och har anordnat svenska mästerskap sedan 1999 och mästerskap i engelskt Scrabble vartannat år sedan 2007. Intresset för Scrabble ökade markant 2002 då den första gratissajten med onlinespel startade på internet. Den webbplatsen bytte sedan namn till Ordspel och började ta betalt 2004. Detta ledde till att en ny gratissajt, Betapet, startade kort därefter. Ordspel erbjöd från 2008 en gratisversion av Scrabble, men webbplatsen lades ner. Sedan 2018 finns även gratissajten Wordfreakz, där man kan spela mot andra på det klassiska Scrabblebrädet. Betapet har sedan 2012 ett något ändrat klassiskt bräde och ändrad brickuppsättning.
Världsmästerskap i engelskt Scrabble anordnades vartannat år mellan 1991 och 2013, därefter varje år. Sverige har deltagit sedan 2005.

## Svenska mästare i Scrabble
- 1999 - Stefan Diös
- 2000 - Per Starbäck
- 2001 - Greger Nässén
- 2002 - Birgitta Ländin
- 2003 - David Holmberg
- 2004 - Niklas Elmefjäll
- 2005 - Niklas Elmefjäll
- 2006 - Gunnar Andersson
- 2007 - Gunnar Andersson
- 2008 - Björn Ericson
- 2009 - Björn Ericson
- 2010 - Johan Rönnblom
- 2011 - Alexander Sandström
- 2012 - James Reimdal
- 2013 - Alexander Sandström
- 2014 - Inger Wingård
- 2015 - Björn Ericson
- 2016 - Johannes Åman Pohjola
- 2017 - Paul Eberhardsson
- 2018 - Jonathan Ljungberg
- 2019 - Johan Rönnblom
- 2021 - Jonathan Ljungberg
- 2022 - Emma Ekman
- 2023 - Björn Ericson

## Svenska mästare i engelskt Scrabble
- 2007 - Gunnar Andersson
- 2009 - Marc Roddis
- 2011 - Daniel Domert
- 2013 - Johan Rönnblom
- 2015 - David Ogedengbe
- 2017 - Gunnar Andersson
- 2019 - Gunnar Andersson
- 2021 - Edward Martin
- 2023 - Gunnar Andersson

## Svenska deltagare i Scrabble-VM
- 2005 - Mårten Björkman
- 2007 - Greger Nässén
- 2009 - Marc Roddis
- 2011 - Gunnar Andersson
- 2003 - Mårten Björkman
- 2014 - Gunnar Andersson
- 2016 - Gunnar Andersson
- 2019 - Todd Webster
- 2023 - Gunnar Andersson